# 낙동강역
낙동강역(Nakdonggang station, 洛東江驛)은 경상남도 밀양시 삼랑진읍에 위치한 경전선의 철도역이다. 미전선이 분기하며, 인근에 낙동강이 있다.
2004년 이후 인근 삼랑진역의 정차 열차 횟수가 증가하면서 여객수요가 흡수됨에 따라 2010년 1월 4일을 끝으로 여객 열차가 더 이상 정차하지 않으며, 그 해 11월 12일에 역사가 철거되었다.

## 역명 유래
인근에 낙동강이 위치하고 있기 때문에 이러한 역명이 붙었다.

## 역사
- 1906년 12월 12일 : 보통역으로 영업 개시
- 1962년 12월 20일 : 현 위치로 이전, 화물취급 중지, 낙동강 철교 준공
- 1992년 6월 10일 : 수소화물 취급 중지[1]
- 1997년 6월 1일 : 배치간이역으로 격하[2]
- 2003년 : 미전선 복선화로 승강장 전면 개보수 공사
- 2004년 12월 10일 : 무배치간이역으로 격하[3]
- 2009년 6월 : 명예역장 배치
- 2010년 1월 5일 : 여객 열차 취급 중지
- 2010년 11월 12일 : 역사 철거
- 2010년 12월 15일 : 경전선 복선 전철화 개통. 밀양, 삼랑진 방면은 전철화만 되어서 삼랑진역을 연결하는 경전선 선로는 여전히 단선으로 남아있다.

## 사진

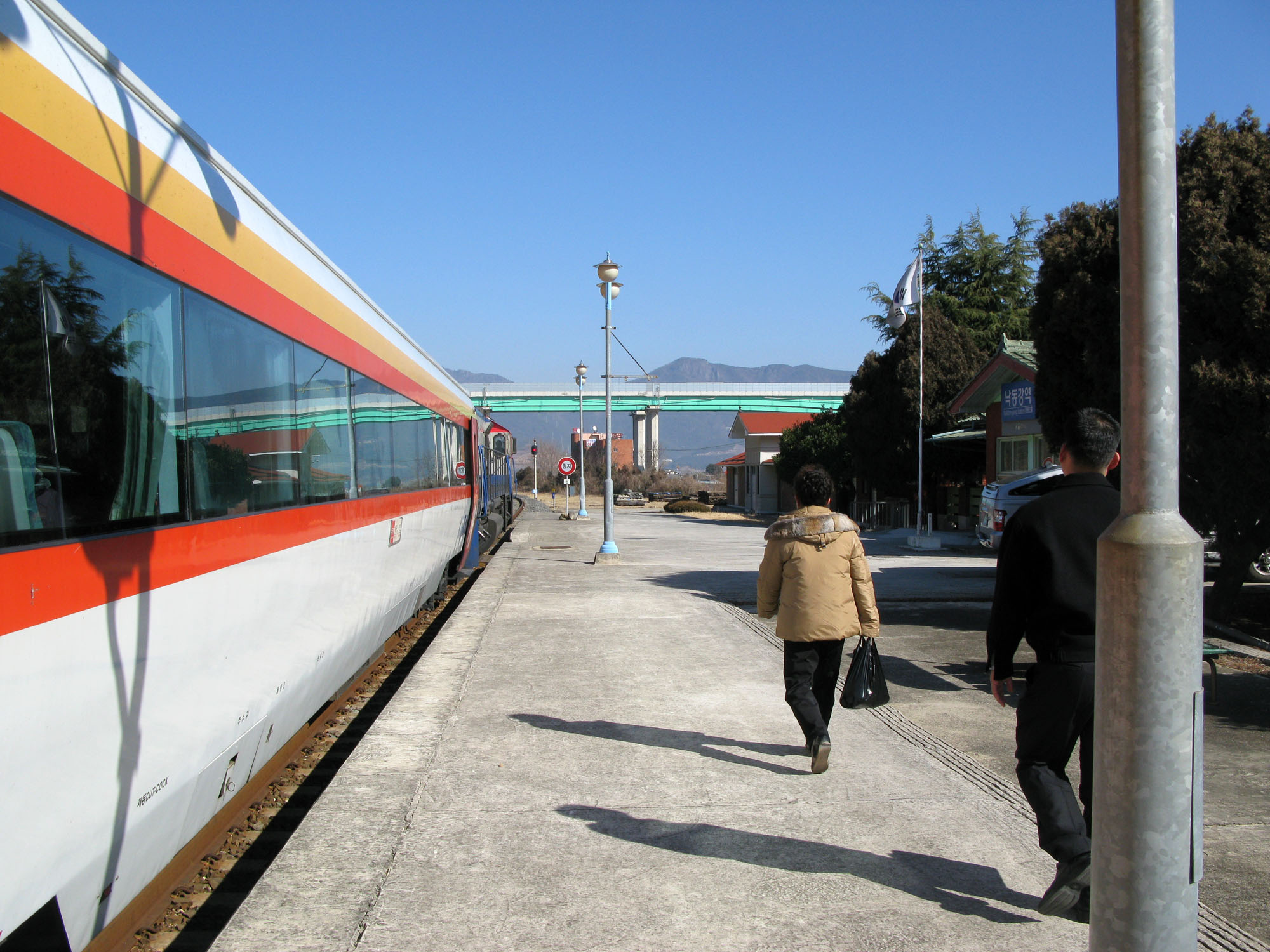
복선전철화 이전의 승강장 (삼랑진 방향)
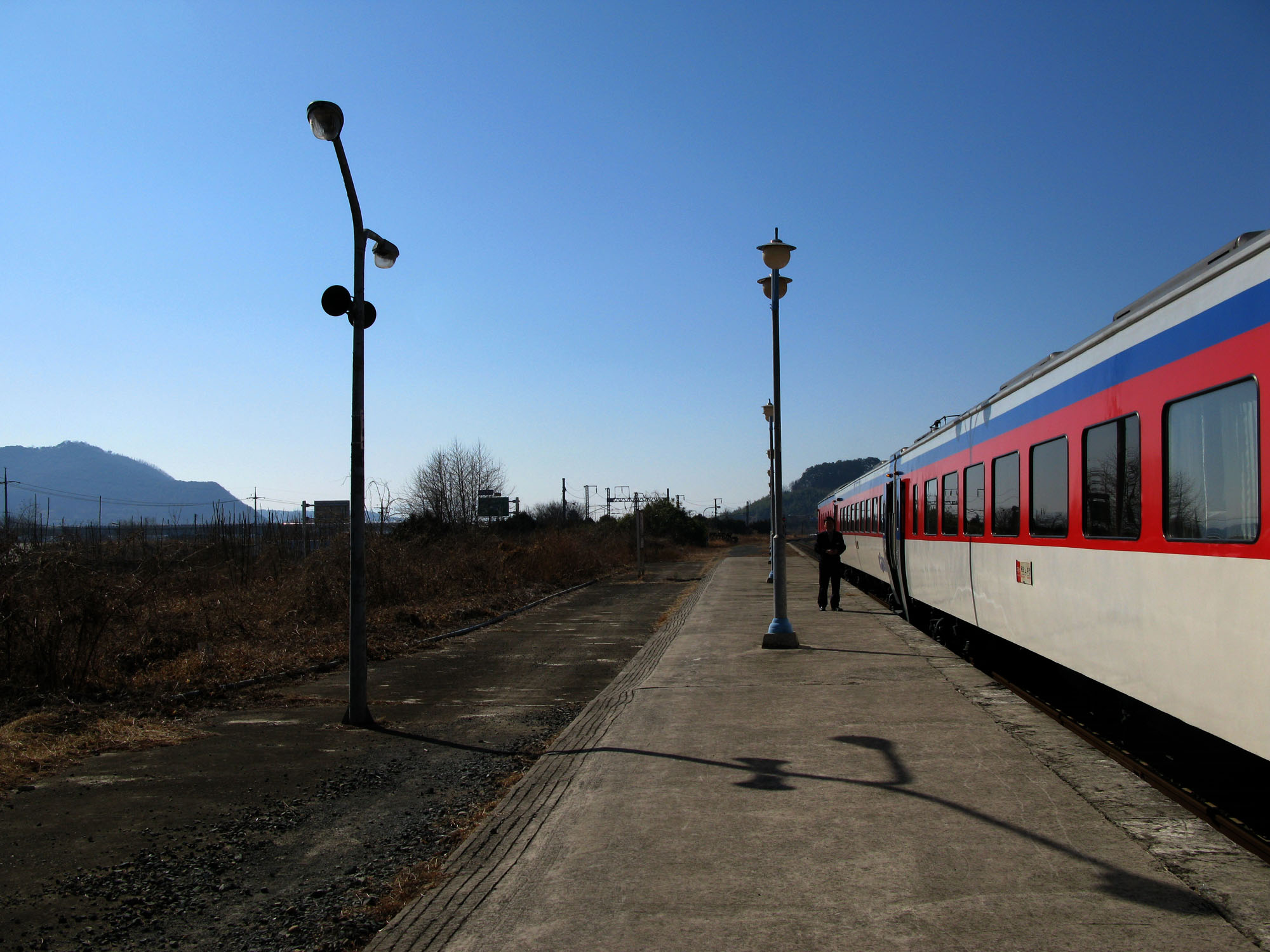
복선전철화 이전의 승강장 (광주송정 방향)